# Károly Újfalvy von Mezőkövesd

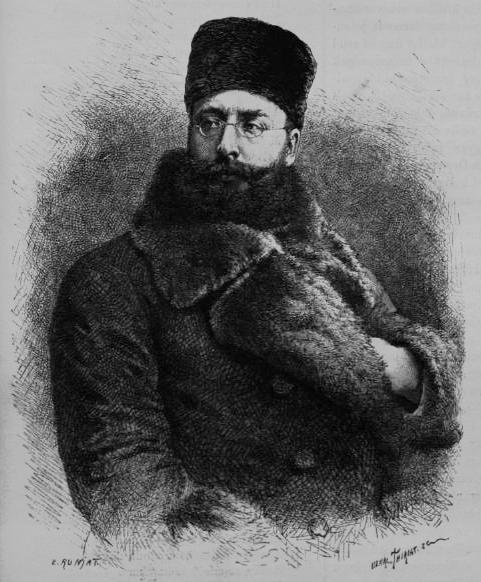
Károly Újfalvy von Mezőkövesd

Károly Újfalvy von Mezőkövesd (* 16. Mai 1842 in Wien; † 31. Januar 1904 in Florenz) war ein ungarischer und später französischer Linguist, Ethnograph und Forschungsreisender. Als Linguist befasste er sich mit finno-ugrischen Sprachen und solchen Zentralasiens.
Auch in ungarischer Schreibweise Mezőkövesdi Ujfalvy Károly Jenő, manchmal erscheinen die Vornamen auch eingedeutscht als Karl Eugen oder französisch Charles Eugène. Er veröffentlichte hauptsächlich in Französisch. Der Nachname wurde manchmal auch Mező-Kövesd geschrieben. Er benutzte auch das Pseudonym Carla-Maria aus den Vornamen von ihm und seiner Frau.

## Leben
Sein Vater war der Offizier Sámuel Újfalvy von Mezőkövesd, seine Mutter Teréz, geborene Baronin Huszár. 1868 heiratete er die französische Schriftstellerin Claire-Virginie-Marie d’Ujfalvy-Bourdon (1842–1904), geborene Bourdon. Die ungarische Schriftstellerin Krisztina Újfalvy von Mezőkövesd (1761–1818) war seine Großtante.
Bis 1853 wuchs er auf dem Gut der Familie in Siebenbürgen auf, besuchte danach die Kadettenanstalten in Straß in Steiermark und Marburg an der Drau und ab 1857 die Theresianische Militärakademie mit dem Abschluss 1861. Danach war er Leutnant im Savoyen-Dragonerregiment Nr. 5 und ab 1863 beim Mamula-Infanterrieregiment Nr. 25. Nur wenig später gab er seine Offizierskarriere auf – er verzichtete auch auf seinen Offiziersrang – um sich den Wissenschaften zu widmen. Ab 1864 studierte er Linguistik an der Universität Bonn, an der er 1866 promoviert wurde. Danach ging er nach Paris und nahm 1869 die französische Staatsbürgerschaft an. Er wurde von dem bekannten Anthropologen Paul Broca ausgebildet, seinem „unvergesslichen Meister“.
Er erwarb ein französisches Gymnasiallehrerdiplom und war 1870/71 Professor für deutsche Sprache am Lyzeum in Versailles und 1871 bis 1886 am Lycée Henri IV in Paris. 1875 wurde er Privatdozent und 1877 ordentlicher Professor für Geographie und geschichte Zentralasiens an der École spéciale des Langues orientales in Paris.
1874 bis 1877 war er Herausgeber der Zeitschrift Revue de Philologie et d’Ethnographie. Er bereiste Spanien und Italien und 1872 im Auftrag der französischen Regierung Ungarn zum Studium des Schulwesens. Ebenfalls im Auftrag der französischen Regierung organisierte und unternahm er mit seiner Frau drei Reisen nach Asien. Zuerst 1876/77 nach West-Turkestan, Russland und Sibirien, worüber er 1878 bis 1880 einen sechsbändigen Expeditionsbericht veröffentlichte. 1880 reiste er erneut nach Turkestan, diesmal mit dem Botaniker Guillaume Capus und dem Kartographen Gabriel Bonvalet. Er zerstritt sich mit seinen Begleitern und die Expedition wurde in Taschkent abgebrochen. 1881 reiste er mit Gottlieb William Leitner in den westlichen Himalaya, worüber er 1884 ein Buch veröffentlichte. Er erkrankte dabei schwer und ließ sich nach der Rückkehr 1886 pensionieren. Ab 1896 wohnte er mit seiner Frau in Florenz.
Károly Újfalvy von Mezőkövesd interessierte sich für die Wanderungen der Vorfahren der Ungarn, die aus dem heutigen Russland und Zentralasien kamen, und verbreitete das Studium des Ungarischen in Frankreich. Von ihm stammte eine in Französisch erschienene Grammatik des Ungarischen, er befasste sich aber auch mit anderen finno-ugrischen Sprachen, so dem Finnischen selbst, wobei er auch Teile des finnischen Nationalepos Kalevala ins Französische übersetzte. Ujfalvy veröffentlichte auch Übersetzungen ins Französische des ungarischen Dichters Sándor Petőfi und anderer ungarischer Dichter. Auf seinen Reisen nach Zentralasien legte er ethnographische Sammlungen an.
Er war Mitglied der geographischen Gesellschaften von Amsterdam, München und Rom und der Société de géographie, der Société française de numismatique et d'archéologie und Société asiatique in Paris, Vizepräsident der Société philologique und ab 1876 auswärtiges Mitglied der Ungarischen Akademie der Wissenschaften.
1875 erhielt er das Ritterkreuz des Franz-Joseph-Ordens und 1878 wurde er Offizier der Ehrenlegion.

## Schriften
- Alfred de Musset, eine Studie von Karl Eugen von Ujfalvy, 1870
- Poésies magyares de Pétoefi Sandor. Traduction par H. Desbordes-Valmore et Ch. E. Ujfalvÿ de Mezö-Kövesd, 1871
- La Langue magyare, son origine, ses rapports avec les langues finnoises ou tchoudes, ses particularités, 1871
- La Hongrie, son histoire, sa langue et sa littérature, 1872
- Les Migrations des peuples et particulièrement celle des Touraniens, 1873
- Poésies magyares, choix et traduction par H. Desbordes-Valmore et Ch. E. de Ujfalvy de Mezö-Kövesd, 1873
- Recherches sur le tableau ethnographique de la Bible et sur les migrations des peuples, 1873
- Aperçu général sur les migrations des peuples et influence capitale exercée sur ces migrations par la race de la Haute-Asie, 1874
- Cours complémentaire de géographie et d'histoire de l'Asie centrale et orientale à l'École spéciale des langues orientales vivantes, leçon d'ouverture, 1874
- Mélanges altaïques, 1874
- Le Pays de Thulé, 1874
- L'Ethnographie de l'Asie, 1875
- Essai de grammaire vêpse ou tchoude du Nord dʼaprès de Ahlqvist et Lönnrot, 1875
- Étude comparée des langues ougro-finnoise, 1875
- mit Raphaël Hertzberg: Grammaire finnoise d'après les principes d'Eurén : suivie d'un recueil de morceaux choisis, 1876
- Éléments de grammaire magyare, 1876
- Principes de phonétique dans la langue finnoise ; suivi d'un essai de traduction d'un fragment du Kalévala, 1876
- Les Chasses en Asie centrale, 1878
- Voyage au Zarafchane, au Ferghanah et à Kouldja, 1878
- Expédition scientifique française en Russie, en Sibérie et dans le Turkestan. E. Leroux, Paris 1878–80. 6 Bände
  - Bd. 1. Le Kohistan, le Ferghanah & Kouldja avec un appendice sur la Kachgharie. Digitalisat
  - Bd. 2. Le Syr-Daria, le Zérafchâne, le pays des Sept-Rivières et la Sibérie-Occidentale. Digitalisat
  - Bd. 3. Les Bachkirs, les Vêpses et les antiquités finno-ougriennes et altaîques, précédés des resultats anthropologiques d'un voyage en Asie Centrale. Digitalisat
  - Bd. 4. Atlas anthropologique des peuples du Ferghanah.[2] Digitalisat
  - Bd. 5. Atlas des étoffes, bijoux, aiguières, émaux, etc. de l'Asie Centrale. Digitalisat
  - Bd. 6. Atlas archéologique des antiquités finno-ougriennes et altaîques de la Russie, de la Sibérie et du Turkestan. Digitalisat
- L'Art des cuivres anciens au Cachemire et au Petit-Thibet, 1883
- Les Kalmouques, 1883
- Aus dem westlichen Himalaja. Erlebnisse und Forschungen. Leipzig, F. A. Brockhaus, 1884.
- Le Berceau des Aryas d'après des ouvrages récents, 1884
- Quelques observations sur les Tadjiks des montagnes appelés aussi Galtchas, 1887
- Les Aryens au nord et au sud de l'Hindou-Kouch, 1896
- Mémoire sur les Huns blancs (Ephtalites de l'Asie centrale, Hunas de l'Inde), et sur la déformation de leurs crânes, 1898
- Iconographie et anthropologie irano-indiennes, 2 Bände, 1900, 1902
- Le Type physique d'Alexandre le Grand d'après les auteurs anciens et les documents iconographiques, 1902